# 눈꺼풀 (영화)
"눈꺼풀"은 2018년에 개봉한 대한민국의 영화이다.
먼 길 떠나는 당신, 든든하게 먹이고 보내고 싶었습니다.
죽은 자들이 마지막으로 들른다는 섬 미륵도. 이곳엔 먼 길 떠나기 전 이승에 남겨진 사람들의 마음을 전하는 떡을 찧는 노인이 있다. 그러던 어느 날, 바다에 커다란 폭풍이 몰아치고 선생님과 학생들이 섬에 찾아 온다. 그러나 쌀을 빻을 절구통이 부숴지고, 우물의 물이 썩어 더 이상 떡을 만들 수 없게 되는데...

## 캐스팅
- 문석범
- 성민철
- 이상희
- 강희
- 이지훈

## 같이 보기
- 2018년 대한민국의 영화 목록